# Mount Weiss
Der Mount Weiss befindet sich im Sunwapta River Valley des Jasper-Nationalparks. Der Berg bekam seinen Namen 1972 von Joe Weiss, welcher 45 Jahre im Jasper-Nationalpark arbeitete.